# Edogawa
Edogawa-bydistriktet (江戸川区 Edogawa-ku) er et bydistrikt i Tokyo i Japan.
Det er et af de 23 specielle bydistrikter, der tilsammen udgør Tokyos historiske bykerne. Det ligger i øst for Tokyos centrum og har 697.932 (2020) indbyggere. Det har fået sit navn fra Edo-floden (også kaldet Edogawa-floden), der løber fra nord til syd langs den østlige del af bydistriktet. På engelsk kaldes bydistriktet for Edogawa City.
Anno 2008 havde Edogawa 671.937 indbyggere og en befolkningstæthed på 13.260 per km². Edogawas samlede areal er på 49,86 km².
Mod øst grænser Edogawa op til byerne Urayasu og Ichikawa i Chiba-præfekturet. Mod nord grænses op mod bydistrikterne Katsushika og Sumida og mod vest grænses op til Kōtō. Desuden grænses op til byen Matsudo på den anden side af Edo-floden.
Edogawa har venskabsbyforbindelser med Goswford i Australien. Indenrigs har den Venskabsbyforbindelser med Azumino i Nagano-præfekturet og Tsuruoka i Yamagata-præfekturet.

## Historie
Bydistriktet er etableret i 1937 ved sammenlægningen af syv byer og landsbyer i Minami Katsushika-distriktet: Byerne Komatsugawa og Koiwa, samt landsbyerne Kasai, Shinozaki, Matsue, Mizue og Shikamoto.

## Seværdigheder
- Edogawa Boat Race Course
- Edogawa Stadium
- Kasai Seaside Park

## Uddannelse
Gymnasier:
- Edogawa High School www.edogawa-h.metro.tokyo.jp Arkiveret 14. november 2007 hos  Wayback Machine
- Kasai Commercial High School www.kasaikogyo-h.metro.tokyo.jp Arkiveret 27. oktober 2012 hos  Wayback Machine
- Kasai South High School www.kasaiminami-h.metro.tokyo.jp Arkiveret 5. september 2012 hos  Wayback Machine
- Koiwa High School www.koiwa-h.metro.tokyo.jp Arkiveret 21. oktober 2007 hos  Wayback Machine
- Komatsugawa High School www.komatsugawa-h.metro.tokyo.jp Arkiveret 3. november 2007 hos  Wayback Machine
- Momijigawa High School www.momijigawa-h.metro.tokyo.jp Arkiveret 30. oktober 2007 hos  Wayback Machine
- Shinozaki High School www.shinozaki-h.metro.tokyo.jp Arkiveret 14. november 2007 hos  Wayback Machine

Private gymnasier:
- Edogawa Girls' Gymnasium www.edojo.jp Arkiveret 4. september 2012 hos  Wayback Machine

Universiteter:
- Aikoku Gakuen Junior College